# Numeració grega
El sistema de numeració grega és un sistema de numeració que fa servir les lletres de l'alfabet grec. També es coneixen amb com nombres jònics (de Jònia), o nombres milesis (de Milet, ciutat de Jònia), o nombres alexandrins (d'Alexandria), o nombres alfabètics.
Actualment a la Grècia moderna encara es fan servir com a nombres ordinals d'una manera semblant a com es fan servir els nombres romans amb l'alfabet llatí. Per als nombres cardinals es fan servir els nombres aràbics.

## Descripció
Cada unitat (1, 2, ...9), cada desena (10,20,...90), i cada centena (100, 200, ... 900) es representen amb una lletra diferent, seguint el mateix ordre de l'alfabet. Com que això requereix 27 signes i l'alfabet grec clàssic només té 24 lletres, es conserven 3 lletres arcaiques, en concret digamma ϝ per a representar 6, qoppa ϙ per 90, i sampi ϡ per 900.
Per a distingir els nombres de les lletres, es marquen les lletres que fan de nombre amb un signe anomenat keraia/κεραία, semblant a un accent agut rere la lletra.
El sistema segueix el principi de sumar els signes, escrits ordenats de major a menor, per a obtenir un nombre total. Per exemple, 241 es representa amb σμαʹ (200 + 40 + 1).
Per a representar nombres de 1000 a 999999, es fan servir els mateixos signes amb un signe anomenat keraia baixa a l'esquerra, semblant a una coma davant la lletra. Així βʹ val 2, però ͵β val 2000.
Per exemple, el 2004 es representa com ͵βδ´ (2000 + 4).
En grec modern es prefereix fer servir lletres majúscules com a ordinals, així Φίλιππος Βʹ = Filip II de Macedònia.
| Lletra            | Valor | Lletra  | Valor | Lletra | Valor |
| ----------------- | ----- | ------- | ----- | ------ | ----- |
| α´                | 1     | ι´      | 10    | ρ´     | 100   |
| β´                | 2     | κ´      | 20    | σ´     | 200   |
| γ´                | 3     | λ´      | 30    | τ´     | 300   |
| δ´                | 4     | μ´      | 40    | υ´     | 400   |
| ε´                | 5     | ν´      | 50    | φ´     | 500   |
| ϝ´ ó ´ ó ϛ´ ó στ´ | 6     | ξ´      | 60    | χ´     | 600   |
| ζ´                | 7     | ο´      | 70    | ψ´     | 700   |
| η´                | 8     | π´      | 80    | ω´     | 800   |
| θ´                | 9     | ϙ´ ó Ϟ´ | 90    | Ϡ´     | 900   |

## Història
Molt abans de l'adopció de l'alfabet grec, les escriptures lineal A i lineal B havien fet servir un sistema amb signes per a 1, 10, 100, 1000 i 10000 que operava amb aquesta fórmula: | = 1, – = 10, ◦ = 100, ¤ = 1000, ☼ = 10000.
El sistema grec més antic basat en lletres de l'alfabet va ser el sistema acrofònic o numeració àtica, que operava com els nombres romans (de fet els romans van derivar d'aquest sistema àtic) amb aquesta fórmula: Ι = 1, 𐅃 = 5, Δ = 10, 𐅄 = 50, Η = 100, 𐅅 = 500, Χ = 1000, 𐅆 = 5000, Μ = 10000 i 𐅇 = 50000. El sistema acrofònic va ser substituït pel sistema alfabètic o jònic a partir del segle 4 aC.